# Vesta, Minnesota
Vesta là một thành phố thuộc quận Redwood, tiểu bang Minnesota, Hoa Kỳ. Năm 2010, dân số của thành phố này là 319 người.

## Dân số
- Dân số năm 2000: 339 người.
- Dân số năm 2010: 319 người.